# Poa epileuca
Poa epileuca là một loài thực vật có hoa trong họ Hòa thảo. Loài này được (Stapf) Stapf miêu tả khoa học đầu tiên năm 1899.